# Іоанн Святогірський
Преподобний Іоанн Затворник, Святогірський чудотворець (у миру Іван Крюков, 20 вересня 1795 Курськ, Росія — 24 серпня (11 серпня) 1867, лікарняний монастирський хутір Охтирської Божої Матері, околиці Святогірська, Україна) — православний святий, преподобний, ієросхимонах, затворник, суворий аскет, що подвизався на українських землях — у Глинській Пустині та Святогірській Лаврі, де служив економом. Залучений до лику святих УПЦ (МП), пам'ять вшановується 11 (24) серпня.

## Біографія
Іоанн Святогірський народився в 1795 році в місті Курську в сім'ї міщан. З дитинства палав любов'ю до чернецтва, але його бажанню судилося збутися тільки після нелегких випробувань важкого дитинства і одруження, до якого він був примушений проти своєї волі матір'ю.
В 1804 році був відданий в навчання до майстра пічних кахлів, які в той час дуже цінувалися. У нього він навчався 7 років, потім перейшов працювати до іншого майстра і пропрацював у нього два роки.
В 1813 році поступив працювати прикажчиком до торговця худобою, але потім перейшов до іншого торговця. У цей час за наполяганням батьків він одружився.
Незабаром він познайомився з підрядником — майстром кахельних печей, який запропонував йому знову повернутися до колишнього ремесла. У нього Іоанн пропрацював 8 років, а потім відкрив свою фабрику кахельних печей і пропрацював ще 9 років. У цей час він овдовів, у нього помер батько. Влаштувавши свою матір до сестер, він з її благословення пішов у монастир.
26 серпня 1833 року майбутній затвірник у 38-річному віці поступив у Глинську пустинь (що на Сумщині) під керівництво старця-ігумена Філарета. Його спочатку призначили в готель, а через півтора року зробили пічником. Ще через 4 роки перевели в трапезну.
22 червня 1840 року Іоанн був пострижений в мантію з ім'ям Іоанникій, в честь преподобного Іоанникія Великого.
20 квітня 1844 року переведений у відновлену Святогірську обитель і призначений її економом.
15 серпня 1849 року висвячений просвященним Інокентієм в сан ієродиякона.
26 серпня 1849 року висвячений просвященним Філаретом в сан ієромонаха і призначений духівником для прочан.
Преподобний багато потрудився для впорядкування Святогір'я. Працюючи в печерах по їх розчищенню, він полюбив одну з крейдяних келій, в якій і зачинився в 1850 році за благословінням настоятеля.
29 серпня 1852 року пострижений просвященним Філаретом в велику схиму з ім'ям Іоанн, на честь святого Івана Предтечі.
Ось як передає сучасник опис побуту Іоанна:
| Уявіть собі, читачу, тісну і низьку келію, склепіння якої не вище за людський зріст, висічену в крейді, світло в яку проникає через вузький отвір, просвердлений назовні скелі на досить великій відстані. Атмосфера келії різко холодна і сира, нагадує собою льодовик: вона ніби коле вас і порушує в тілі гарячковий озноб (тільки через 5 років в його келії була влаштована піч, – прим. авт.). Все убрання келії складає дерев’яна відкрита труна з великим надмогильним дерев’яним хрестом в головах, на якому намальований розіпнутий Господь; у труні небагато соломи і возглавіє, і у такому вигляді служила вона ложем заспокоєння затворнику, претружденному подвигом бдіння молитовного. Ось все заспокоєння, яке дозволяв собі подвижник: потім невеликий аналой біля святих ікон, дерев’яний обрубок, що служив замість стільця, глек для води, горнятко для їжі, натільний кожух, стара мантія з єпітрахилью і незгасаюча лампада – задовольняли всі життєві потреби затворника, та ще незмінні його важкі залізні вериги і жорстка волосяниця, які носив він на своєму тілі і які самі складали чимале випробування своєю тяжкістю і гостротою. Правило молитовне звершував він наступне: за добу покладав 700 поклонів земних, 100 поясних, вимовляв молитов Ісусових 5000, Богородичних 1000, читав акафісти Найсолодшому Ісусу, Богоматері і Страстям Христовим, пом’янник… причащався Святих Христових Таїн». |
У таких трудах прожив подвижник у затворі 17 років (1850—1867). Впродовж цих років він жив і молився в одній з келій у крейдяній печері. Молився постійно, кожен день відбивав 700 земних поклонів, 100 поясних, 5000 молитов Ісусових, 1000 Богородичних, носив залізні вериги та волосяницю, спав в труні, що стояла в його келії, розмірами ненабагато більшими за труну — 7 м². Перші п'ять років келія не опалювалася взимку, доки Іоанн не прибудував піч, що ще більше зменшило розміри келії.
11 серпня 1867 року ввечері самітник помер.
Ще за життя слава про Святогірського затвірника сягнула всієї Російської імперії.

## Посмертні чуда
Тисячі прочан після його смерті отримували зцілення над його гробом та в келії, де він проживав. Чудеса стали відбуватися на його могилі — багато хто одержував зцілення від невиліковних хвороб. І зараз паломники обов'язково йдуть на могилу до святого, щоб узяти з могили пісок — для лікування суглобів. А жінки вішають на хрест головні хусточки — щоб вони, як висловлюються паломники, «просочилися» святістю.

## Канонізація
24 серпня 1995 року преподобний Іоанн Затвірник Святогірський був причислений Українською Православною Церквою до лику святих. Глава його зберігається в Свято-Успенському соборі обителі, де щотижня по четвергам перед літургією служиться молебень біля раки святого. Щорічно в день пам'яті преподобного — 24 серпня здійснюється хресний хід навколо обителі з його мощами, на який збирається до десяти тисяч паломників.